# 雨ニモ負ケズ (槇原敬之の曲)
「雨ニモ負ケズ」（あめニモまケズ）は、2002年5月22日に発売された槇原敬之の25枚目のシングル。発売元はワーナーミュージック・ジャパン。

## 概要
『本日ハ晴天ナリ』1枚目の先行シングル。槇原の敬愛する宮沢賢治へのオマージュ作品。M3は、1996年発売アルバム『UNDERWEAR』収録「PENGUINの飯尾芳史ニューミキシング・バージョン。初回プレス盤のみ収録。

## 収録曲
作詞・作曲・編曲：槇原敬之
1. 雨ニモ負ケズ
2. 縁
3. PENGUIN（North Pole Version）※初回プレスのみ
4. 雨ニモ負ケズ（BACKING TRACK）
5. 縁（BACKING TRACK）